# Histoire philatélique et postale du Danemark
Ceci est une introduction à l'histoire postale et philatélique du Danemark.

## Construction du système postal danois
L'histoire postale du Danemark débute par une ordonnance du 24 décembre 1624 du roi Christian IV, créant un système postal national.  Ce service initial était constitué de neuf routes principales. Il était assez fortement centralisé sur Copenhague et basé sur des corporations. Au départ, il s'agissait de porteurs à pied, les chevaux furent employés à partir de 1640.

## Les premiers timbres (1851-1870)

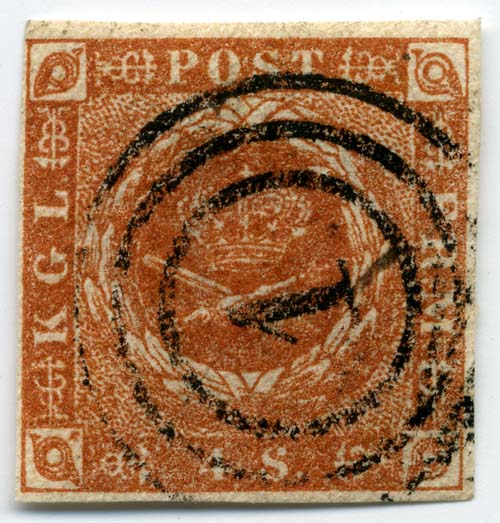
Timbre à 4 skilling de 1854.

Le premier timbre danois est émis en 1851. Il est non dentelé de couleur brun et d'une valeur faciale de 4 skilling. Plusieurs tirages ont eu lieu entre 1851 et 1854. 

## Dépendances du Danemark

### Iles Féroé
- Histoire philatélique des îles Féroé.